# Frank Martin
Frank Martin (15. září 1890 Ženeva – 21. listopadu 1974 Naarden) byl švýcarský hudební skladatel usazený v závěrečné části života v Nizozemí. Pocházel z rodiny ženevského kalvinistického pastora. Jeho učiteli hudby byli švýcarští skladatelé Joseph Lauber a Émile Jaques-Dalcroze. Mezinárodní uznání mu získala symfonie zvaná Petite Symphonie Concertante (1944–1945), která je jeho nejznámějším dílem. Jeho kompoziční technika byla silně ovlivněna Schönbergovou dvanáctitónovou hudbou, o kterou se začal zajímat ve třicátých letech, nikdy však úplně neopustil tonalitu.